# Ременной, Фёдор Петрович
Фёдор Петрович Ременной (11 мая 1924 — 23 апреля 1976) — комсорг стрелкового батальона 429-го стрелкового полка 52-й стрелковой дивизии 57-й армии 3-го Украинского фронта, старшина. Герой Советского Союза.

## Биография
Родился 11 мая 1924 года в деревне Староварваровка (ныне Добропольский район Донецкой области). В Красной Армии с августа 1941 года.
В ночь на 13 апреля 1944 года в составе первого эшелона переправился через реку Днестр в районе села Бычок Григориопольский район Молдавской ССР. В бою за плацдарм поднял бойцов в штыковую атаку. 13 сентября 1944 года за образцовое выполнение боевых заданий командования и проявленные при этом мужество и героизм старшине Ременному Фёдору Петровичу присвоено звание Героя Советского Союза с вручением ордена Ленина и медали «Золотая Звезда».
После войны продолжал службу. Жил в Ленинграде, работал в госпитале. Полковник медицинской службы Ременной Ф. П. скончался 24 апреля 1976 года.
Похоронен на Богословском кладбище Санкт-Петербурга.